# Cesare Cantù
Cesare Cantù (né le 5 décembre 1804 à Brivio et mort le 11 mars 1895 à Milan) est un écrivain,  un historien et un homme politique italien. De parti de position romantique, Cesare Cantù se porte ensuite (1848) sur des positions cléricales. En particulier, il adhère à la thèse du néoguelfisme.

## Biographie
Cesare Cantù est né à Brivio, petite bourgade du Milanais située sur l'Adda, en 1804, d’une famille bourgeoise. Dès l’âge de dix-huit ans il fut nommé professeur de belles-lettres à Sondrio ; de là il passa à Côme, et ensuite à Milan. Les idées libérales développées dans ses écrits, et surtout dans son Histoire de la Lombardie au XVIIe siècle, le rendaient suspect au gouvernement autrichien. À cause de ses positions idéologiques anti-autrichiennes, Cantù fut incarcéré entre 1833 et 1834. Depuis cette époque il a quitté l’enseignement, et il vit à Milan, célibataire, au milieu de sa famille, et dans l’aisance qu’il s’est acquise par ses travaux littéraires.
En 1848, il fit partie du gouvernement provisoire de Milan, mais dut s'enfuir après la retraite de l'armée piémontaise. En 1859 il fut élu député au Parlement italien. Il y combattit notamment l'institution du mariage civil (janvier 1865).
Cesare Cantù a publié près de 250 ouvrages littéraires, poétiques, critiques, mais surtout historiques. Ses Lectures pour la jeunesse, son Histoire de cent ans et son Histoire des Italiens, obtinrent un énorme succès en Italie. Ses principaux ouvrages ont été traduits en français, mais le plus connu de tous en France est son Histoire Universelle, qui parut à Turin, 1855-1842, 35 vol. in-8°. Cesare Cantù y a déroulé synchroniquement l'histoire du monde, les civilisations, les révolutions, les littératures, les sciences et les arts. L’éditeur Pomba, à Milan, en fit successivement sept éditions en divers formats. La première édition, en trente-cinq volumes in-8°, a eu deux tirages successifs à un très grand nombre d’exemplaires. Une édition in-16°, tirée à trois mille exemplaires, fut rapidement enlevée, et l’éditeur a publié à la fin de l’année 1847, le prospectus de la septième édition remaniée par l’Auteur. On annonçait en même temps deux éditions à Palerme et trois à Naples. Indépendamment de ces éditions en langue italienne, l’ouvrage de Cantù a été traduit en français sur la septième édition par Eugène Aroux et Pier Silvestro Leopardi, et publié à Paris, par Firmin Didot (1845-1852, 19 vol. in-8°), et à Bruxelles, par Walhen, qui y a ajouté des illustrations ; Hurter de Schaffhouse et Manz de Ratisbonne en ont donné chacun une édition allemande ; il a même été traduit en espagnol à La Havane.
Outre l’Histoire Universelle, Cantù a fait paraître : Ragionamenti sulla storia lombarda del secolo XVII, Lugano, 1833 ; Margherita Pusterla, roman historique dans le style des Fiancés de Manzoni, publié à Milan en 1838, qui eut 43 éditions au XIXe siècle ; des Hymnes et des Chants religieux devenus très populaires et où un ardent amour pour l’Église catholique s’allie à un vif sentiment de d’indépendance nationale ; Storia di Como, Milan, 1847 ; un poème patriotique, Algiso o la Lega Lombarda, Milan, 1846) ; des Lectures à l’usage de la jeunesse, (Letture giovanili), Milan, 1847, 4 vol. in-8°, qui ont eu plus de trente éditions en Italie, ont été traduits dans plusieurs langues, et en français par Amable Tastu, sous le titre d’Éducation morale et populaire (Paris, Didier, deux volumes, 1841) ; Histoire de la littérature italienne, 1851 ; Histoire de cent ans, 1750-1850, Florence, 1851, traduite par Amédée Renée, Paris, Firmin Didot,1852, 4 vol. gr. in-18 ; Histoire des Italiens, traduite par Arnaud Lacombe, Paris, F. Didot. 1859, 12 vol. gr. in-8° ; Les Hérétiques d’Italie, traduction par Anicet Digard et Edmond Martin, 1866-1871, 5 vol in-8°. Il a aussi traduit en italien, en 1855, le Voyage en Orient de Lamartine, et écrit des articles sur le romantisme français et particulièrement sur Victor Hugo, publiés en 1832 dans la « Bibliotheca italiana ».
Cesare Cantù avait été élu le 27 février 1867 correspondant de l’Institut de France (Académie des sciences morales et politiques).

## Œuvres
- Margherita Pusterla, disponible sur le site du projet Gutenberg. (1838)

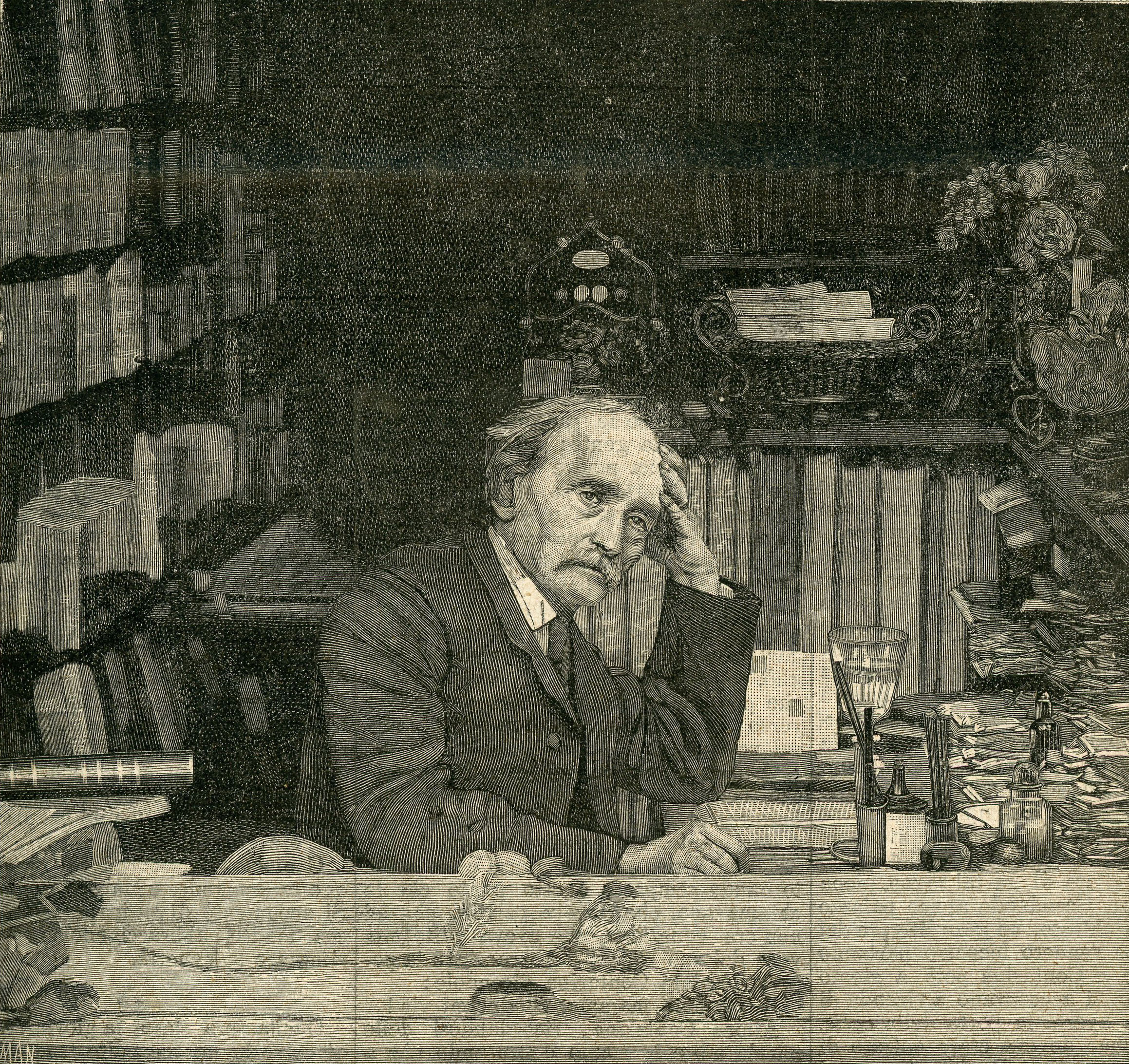
Cantù dans son cabinet (gravure sur bois)

- Il sacro Macello di Valtellina, disponible sur le site du projet Gutenberg.
- Storia della città e della diocesi di Como, volume 1 (1829)
- La Lombardia nel secolo XVII (1832)
- Le guerre religiose del 1620 tra cattolici e protestanti tra Lombardia e Grigioni (1832)
- I raconti Brianzoli ou Novelle Brianzole (1833)
- Histoire universelle : Storia Universale (1840-1847) et complément (1883 et 1890), 52 volumes
- Il galantuomo libro di morale popolare (1843)
- Guida al lago di Como ed alle strade di Stelvio e Spluga (1847)
- L'Abate Parini e la Lombardia nel secolo passato (1854)
- Histoire des Italiens : Storia degli italiani (1854)
- Carlambrogio de Montevecchia (1855)
- Gian Domenico Romagnosi (1861)
- Vincenzo Monti (1861)
- Beccaria et le droit pénal (1885) : Beccaria e il diritto penale (1862)
- Tommaso Grossi (1862)
- Storia della letteratura greca (1863)
- Il giovinetto drizzato alla bontà (1864)
- La Storia delle Letteratura italiana (1865)
- Les hérétiques d'Italie (1869) : Gli Eretici d'Italia (1865-1866), 2 volumes
- Alcuni italiani contemporanei (1868)
- Racconti storici e morali (1868)
- Novelle lombarde (1868)
- Poesie di Cesare Cantù (1870)
- Il conciliatore e i carbonari (1878)
- Monti e l'età che fu sera (1879)
- Alessandro Manzoni (1882)
- Gli Edifizii di Milano
- Il buon fanciullo : racconti d'un maestro elementare
- Vite parallele di Mirabeau e Washington

### Œuvres traduites en français

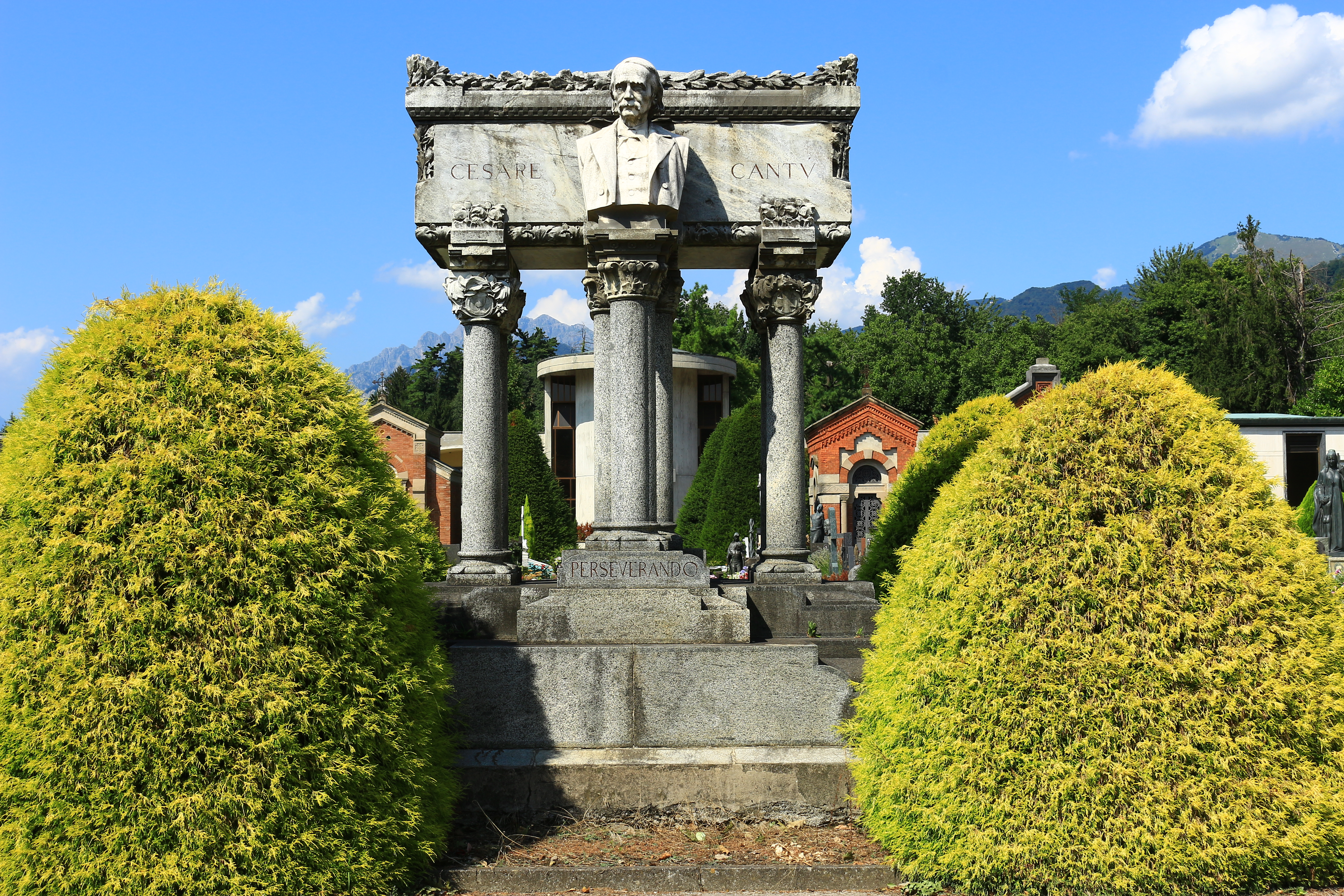
Monument funéraire de Cesare Cantù dans son village natal de Brivio

- Margherita Pusterla, Turnai, Casterman, 2 vol. in-8°, 1839.
- Education morale. Le bon petit garçon ou les récits du maître d'école ; imité de l'italien de C. C. par Madame Amable Tastu. Paris, Didier, 4 vol. in-12, 1841.
- Récits d'un instituteur aux enfants de son école, imité de l'italien par l'abbé D. Pinard, Tours, Mame, 166 pag. in-8°, 1855 ; 1862 ; 1870 ; 1876.
- Histoire de cent ans, de 1750 à 1850, traduite avec notes par Am. Renée, Paris, Didot, 4 vol. in-16, 1852.
- Histoire des Italiens, traduite par Armand Lacombe. Paris, Didot, 12 vol. in-8°, 1859-62.
- La Réforme en Italie, les précurseurs : discours historique  (trad. Anicet Digard et Edmond Martin), Paris, Adrien Le Clere et Cie, 1867, 665 p. (lire en ligne).
- Les Trente Dernières années (1848-1878), Paris, Firmin Didot, 1880, XVIII-418 p. (lire en ligne).
- Beccaria et le droit pénal, essai, par M. César Cantù  (trad. Jules Lacointa et Caliste Delpech), Paris, Firmin Didot, 1884, 335 p.
- Le Carnet d'un ouvrier  (trad. Régis Usannaz-Joris), Paris, Firmin Didot, 1885, XVIII-418 p. (lire en ligne).

## Crédit d'auteurs
- (it) Cet article est partiellement ou en totalité issu de l’article de Wikipédia en italien intitulé « Cesare Cantù » (voir la liste des auteurs).